# Estadio Edgar Peña Gutierrez
Het Estadio Edgar Peña Gutierrez is een multifunctioneel stadion in Santa Cruz de la Sierra, een stad in Bolivia. 
Het stadion wordt vooral gebruikt voor voetbalwedstrijden. In het stadion is plaats voor 17.000 toeschouwers. Het stadion werd geopend in 2015.